# Mostafa Ahmadi Roshan
Pour les articles homonymes, voir Ahmadi (homonymie).
Mostafa Ahmadi Roshan, (en persan : مصطفي احمدي روشن), né à Hamadan en 1979 et mort assassiné le 11 janvier 2012 à Téhéran, est le directeur adjoint pour les affaires commerciales de la centrale nucléaire de Natanz (centre), principal site d'enrichissement d'uranium du pays, qui périt dans l'explosion d'une bombe magnétique placée par un motard sur sa voiture, alors qu'il circule dans l'est de Téhéran. Il obtient une licence en Génie chimique à l'Université de technologie de Sharif.

## Assassinat
Mostafa Ahmadi Roshan a été tué par l’explosion d’une bombe magnétique placée sur la voiture à bord de laquelle il se trouvait, alors que le véhicule circulait près de l’université Allameh Tabatabai, dans l’est de Téhéran. Mercredi matin 11 janvier 2012, Mostafa Ahmadi-Roshan est parti travailler comme tous les jours. Son chauffeur est passé le prendre à son domicile pour se rendre à son bureau. À 8 h 30, alors que son véhicule empruntait la rue Golnabi, dans le nord-est de Téhéran, une moto avec deux passagers s'est portée à sa hauteur. Arrivé près de la voiture, l'un des motards a collé une bombe magnétique sur l'habitacle de la 405 Peugeot. Puis la moto a accéléré. Lorsqu'elle a pris 200 mètres d'avance, l'explosion s'est déclenchée. Suffisamment forte pour tuer le passager et son chauffeur, mais sans détruire l'habitacle. Selon le vice-gouverneur de la province de Téhéran, Safar Ali Baratloo : « Ce matin, un motard a collé une bombe à une Peugeot 405 qui a ensuite explosé ». Moins de deux heures après l'annonce de l'attentat, le vice-président iranien Mohammad Reza Rahimi a accusé Israël et les États-Unis, ennemis historiques de la République islamique. Trois autres scientifiques iraniens ont été tués depuis janvier 2010, dont deux travaillaient pour le programme nucléaire du pays. Les trois ont été tués par l'explosion de bombes.

## Réactions
- Le ministère iranien des Affaires étrangères a envoyé une lettre de protestation au gouvernement américain, accusant l'Agence de renseignements américaine (CIA) d'être impliquée dans l'assassinat de cette personnalité scientifique.